# Песня партии
«Песня партии» (нем. das Lied der Partei), также известна как «Партия всегда права», была партийной песней СЕПГ, правящей партии Восточной Германии. Наиболее известна первая строка рефрена: Die Partei, die Partei, die hat immer recht (рус. Партия, партия, всегда права).
Текст и музыка были написаны в 1949 чехом Луисом Фюрнбергом, который, как убежденный коммунист, в 1928 вступил в Коммунистическую партию Чехословакии. Впервые представлена в 1950. По словам его вдовы, Лотты Фюрнберг, он написал эту песню, чтобы призвать себя к порядку.